# Gregory Winter
Gregory Paul Winter (Regne Unit, 1951) és un biòleg i bioquímic anglès, especialista en teràpia d'anticossos monoclonals. El 2018 fou guardonat amb el Premi Nobel de Química.

## Biografia
Va néixer el 14 d'abril de 1951 al Regne Unit. Va estudiar a la Universitat de Cambridge, graduant-se al Trinity College l'any 1973 i es doctorà el 1977. Membre de la Royal Society des de 1990, el 2011 fou guardonat amb la medalla d'aquesta entitat.

## Carrera científica
Especialista en teràpia d'anticossos monoclonals, fou pioner en la creació de tècniques que tracte d'humanitzar aquests anticossos amb la finalitat que el sistema immunitari no els identifiqui com a cossos estranys.
El 2012 fou guardonat amb el Premi Príncep d'Astúries d'Investigació Científica i Tècnica, juntament amb Richard A. Lerner. Rebé el premi Nobel de Química el 2018, pel desenvolupament d'una tècnica de laboratori per a l'estudi de les interaccions proteïna-proteïna, proteïna-pèptid i proteïna-ADN que utilitza bacteriòfags per connectar les proteïnes amb la informació genètica que codifica.